# Deserto de Sonora
O deserto de Sonora é um deserto da América do Norte que cobre grande parte do sudoeste dos Estados Unidos, no Arizona e na Califórnia, e do noroeste do México, em Sonora, Baja California e Baja California Sur. Ele é o deserto mais quente no México. Possui uma área de 260.000 quilômetros quadrados. A parte ocidental da fronteira Estados Unidos-México atravessa o deserto de Sonora. A região contém uma variedade de plantas e animais únicos e endêmicas.

## Sub-regiões
Sub-regiões do deserto incluem o deserto do Colorado no sudeste da Califórnia e o deserto de Yuma a leste do rio Colorado, no sudoeste do Arizona. Na publicação de 1957 intitulada Vegetation of the Sonoran Desert, Forrest Shreve dividiu o deserto de Sonora em sete regiões de acordo com características da vegetação: Baixo Vale do Colorado, Terras Altas do Arizona, Planícies de Sonora, Colinas de Sonora, Centro da Costa do Golfo Central, Região Vizcaino e Região Magdalena.
Dentro sul do deserto de Sonora, no México, está o Gran Desierto de Altar, com a Reserva da Biosfera El Pinacate e Grande Deserto de Altar (Parque Nacional Pinacate no México), estendendo-se 2.000 quilômetros quadrados de deserto e regiões montanhosas.

## Biodiversidade
O deserto de Sonora abriga 60 espécies de mamíferos, 350 espécies de aves, 20 espécies de anfíbios, mais de 100 espécies de répteis, 30 espécies de peixes nativos, mais de 1000 espécies de abelhas nativas e mais de 2.000 espécies de plantas nativas. A área do deserto, a sudeste de Tucson e perto da fronteira mexicana, é um habitat vital para a única população de onças que vivem nos Estados Unidos.